# Anna Yamada
Anna Yamada (山田 杏奈, Yamada Anna), née le 8 janvier 2001 dans la préfecture de Saitama (Japon), est une actrice japonaise.

## Filmographie sélective

### Cinéma
- 2012 : Détective Conan : Le Onzième Attaquant (名探偵コナン 11人目のストライカー, Meitantei Konan: Jūichininme no Sutoraikā?) de Yasuichiro Yamamoto et Kōbun Shizuno[1].
- 2017 : Saki (咲, Saki?) de Yūichi Onuma [2].
- 2012 : Love Mission (わたしに××しなさい!, Watashi ni xx Shinasai!?) de Tōru Yamamoto[3].

### Série
- 2024 : Golden Kamui : La chasse aux évadés de Shigeaki Kubo.